# 斎藤徹郎
斎藤 徹郎（さいとう てつろう、1945年（昭和20年）5月11日 - 2001年（平成13年）7月30日）は、日本の大蔵官僚。2001年1月6日の中央省庁再編で無くなった北海道開発庁の最後の事務次官。

## 来歴
農林水産省官僚・斎藤誠の長男。祖父は弁護士の斎藤賞資。祖母すみは練木合資会社社長や粕壁銀行取締役兼支配人などをつとめた練木市左衛門の長女。
東京大学法学部卒業後、大蔵省に入省（主計局法規課）。弘前税務署長。
1986年から主計局主計官兼主計局法規課。各主計官らの編成した予算と法律との関わりを専門的に研究する役割を担った。東京国税局長や関税局長などを経て、2000年に北海道開発事務次官。2001年7月30日にくも膜下出血のために死去。

## 略歴
- 1968年4月 大蔵省入省
- 1972年7月 大蔵省理財局国債課企画係長[3][5]
- 1973年7月 弘前税務署長[3]
- 1974年7月 国税庁長官官房参事官補佐
- 1976年7月 大蔵省主計局法規課長補佐
- 1978年7月 大蔵省主計局主計官補佐（厚生第三係主査）
- 1980年7月 大蔵省主計局主計官補佐（厚生第一、二係主査）
- 1982年6月 大蔵省主計局付（外務研修）
- 1983年5月 外務省在カナダ日本国大使館一等書記官
- 1986年6月 大蔵省主計局主計官兼主計局法規課
- 1988年6月 大蔵省主計局主計官（厚生、労働担当）
- 1990年7月 大蔵省理財局国債課長
- 1991年6月 大蔵省理財局資金第一課長
- 1992年6月 大蔵省理財局総務課長
- 1993年6月 名古屋国税局長
- 1994年7月 大蔵省理財局次長
- 1996年7月 東京国税局長
- 1997年7月 大蔵省関税局長
- 1998年7月 北海道開発庁総務監理官
- 2000年1月 北海道開発事務次官

## 同期
旧大蔵省同期入省者には、林正和（日本取引所自主規制法人理事長、財務事務次官、主計局長、大臣官房長、経済企画庁長官官房長）、村田吉隆（衆議院議員、国家公安委員長兼防災担当大臣）、田谷廣明（経営コンサルタント、東京税関長）、中井省（財政金融研究所長）、浜中秀一郎（駐ポルトガル大使、金融監督庁次長）、堀田隆夫（JT副社長、造幣局長）、溝口善兵衛（島根県知事、財務官、国際局長、大臣官房長、大臣官房総括審議官、主計局次長（次席））など。

## 参照
- 歴代関税局長
- 歴代の北海道開発事務次官

## その他
弔辞は、中学以来の友人である林正和（当時財務省主計局長）が述べた｡